# TAF

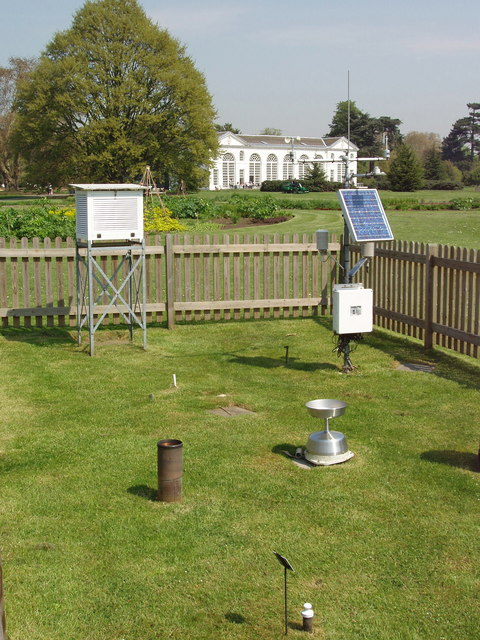
Estação meteorológica em Kew Gardens. Instrumentos meteorológicos em um gramado longe de edifícios e árvores.

Em meteorologia aeronáutica, TAF (Terminal Aerodrome Forecast) é um formato para a comunicação de informações de previsão do tempo, especialmente no que se refere à aviação. "TAF" é um acrônimo de Terminal Aerodrome Forecast ou Previsão Terminal de Aeródromo, em alguns países, Previsão de Área Terminal (Terminal Area Forecast).
O código TAF  traz uma descrição completa das previsões de condições meteorológicas que ocorrerão em um aeródromo durante determinado período, incluindo todas as mudanças consideradas significativas para operações aéreas. As informações específicas contidas no TAF são apresentadas em uma ordem fixa.

## Conteúdo
O código TAF contém as seguintes informações na seqüência:
a) grupos de identificação;

b) vento à superfície previsto;

c) visibilidade predominante prevista;

d) tempo significativo previsto;

e) nuvens previstas (ou visibilidade vertical, se for o caso);

f) temperaturas previstas; e

g) mudanças significativas esperadas.

## Código TAF
Exemplo de TAF de 30 horas, emitido em 5 de Novembro de 2008 às 1730 UTC:
```
TAF KXYZ 051730Z 0518/0624 31008KT
     3SM -SHRA BKN020
     FM052300 30006KT 5SM -SHRA OVC030
     PROB30 0604/0606 VRB20G35KT 1SM
     TSRA BKN015CB
     FM 060600 250010KT 4SM -SHRA OVC050
     TEMPO 0608/0611 2SM -SHRA OVC030=
     RMK NXT FCST BY 00Z=
```

A primeira linha contém a identificação e período de validade.
- TAF indica que o que se segue é uma previsão de área terminal.
- KXYZ indica o aeródromo ao qual a previsão se aplica (Código aeroportuário ICAO).
- 051730Z indica que o reporte foi emitido às 1730 UTC do dia 5 do mês corrente. O horário UTC é designado pela letra Z, de Zulu, ou Hora Zulu, termo utilizado na aviação em substituição à sigla UTC.
- 0518/0624 indica que o reporte é válido das 1800 UTC do dia 5 até às 2400 UTC do dia seguinte.

O restante da primeira linha e a segunda linha contém as condições iniciais da previsão. As variações de códigos usadas para as várias condições climáticas são muitas..
- 31008KT indica que o vento vem de 310 graus com a velocidade de 8 nós.
- 3SM -SHRA BKN020 indica que a visibilidade será de 3SM (milhas) com pancada(SH) de chuva(RA) leve(-) (ver Tabela 4678), céu nublado (5 a 7 oitavos de céu encoberto) a 2000 pés.
  - Sob circunstâncias normais, os grupos de nuvens são formados por seis dígitos
    - Os três primeiros dígitos indicam a quantidade de nuvens:
      - a) 1 a 2 oitavos serão informados como FEW (poucas nuvens) Few;
      - b) 3 a 4 oitavos serão informados como SCT (parcialmente nublado) Scattered;
      - c) 5 a 7 oitavos serão informados como BKN (nublado) Broken; e
      - d) 8 oitavos será informado como OVC (encoberto) Overcast.

    - Os três últimos dígitos indicam a altura prevista da base da nuvem em unidades de 30 metros (100 pés).

  - Quando prevista, somente a nuvem Cumulonimbus (CB) será indicada; neste caso, o grupo passa a ter oito dígitos.
    - Exemplo: SCT030CB

  - O termo CAVOK substituirá as informações sobre visibilidade, alcance visual na pista, tempo presente e nuvens quando forem previstas ocorrerem, simultaneamente, as seguintes condições[nota 1]:
    - a) visibilidade: 10 Km ou mais;
    - b) nenhuma nuvem de significado operacional; e
    - c) nenhum fenômeno de tempo significativo (ver Tabela 4678).

  - Exemplo: Para uma previsão onde a visibilidade tenha 8 km e nebulosidade composta por Altocumulus e Cirrus acima de 10.000 pés, o grupo de nuvens será substituído por NSC. Se a visibilidade fosse de 10 km ou mais, seria usado CAVOK.

Cada grupo iniciado por FM inicia um novo período de previsão.
- FM052300 indica o próximo período a partir de (FM) 2300 UTC do dia 5 até às 0000 UTC do dia 6.

O restante da linha possui formatação similar às outras linhas da previsão.
A última linha é para erratas, comentários, e observações.
- RMK NXT FCST BY 00Z indica uma observação que a próxima previsão será disponibilizada às 0000 UTC (Remark next forecast by 00Z).

## Tabela 4678
| QUALIFICADOR                                                                 | QUALIFICADOR                             | FENÔMENO DE TEMPO   | FENÔMENO DE TEMPO    | FENÔMENO DE TEMPO                             |
| INTENSIDADE ou PROXIMIDADE (1)                                               | DESCRITOR (2)                            | PRECIPITAÇÃO (3)    | OBSCURECEDOR (4)     | OUTROS (5)                                    |
| ---------------------------------------------------------------------------- | ---------------------------------------- | ------------------- | -------------------- | --------------------------------------------- |
| - Leve                                                                       | MI Baixo                                 | DZ Chuvisco         | BR Névoa úmida       | PO Poeira/areia em redemoinhos                |
| Moderada (sem sinal)                                                         | BC Banco                                 | RA Chuva            | FG Nevoeiro          | SQ Tempestade                                 |
| + Forte (“bem desenvolvido” para redemoinhos de poeira/areia e nuvens funil) | PR Parcial (cobrindo parte do aeródromo) | SN Neve             | FU Fumaça            | FC Nuvem(ns) funil (tornado ou tromba d’água) |
| VC Nas Vizinhanças                                                           | DR Flutuante                             | SG Grãos de neve    | VA Cinzas vulcânicas | SS Tempestade de areia                        |
|                                                                              | BL Soprada                               | IC Cristais de gelo | DU Poeira extensa    | DS Tempestade de poeira                       |
| SH Pancada(s)                                                                | PL Pelotas de gelo                       | SA Areia            |                      |                                               |
| TS Trovoada ou Raios e Relâmpagos                                            | GR Granizo                               | HZ Névoa seca       |                      |                                               |
| FZ Congelante                                                                | GS Granizo pequeno e/ou grãos de neve    |                     |                      |                                               |

NOTA 1: Os grupos w’w’ serão construídos considerando-se as colunas de 1 a 5 da Tabela acima, numa seqüência que contenha a intensidade seguida da descrição e do fenômeno de tempo.

Exemplo: +SHRA (pancada de chuva forte)

NOTA 2: Aplicam-se as regras referentes ao uso do grupo w’w’ do FM 15 METAR e FM 16 SPECI do MCA 105-10.